# Siân Phillips
Siân Phillips, vlastním jménem Jane Elizabeth Ailwên Phillips, (* 14. května 1933) je velšská herečka.
Narodila se ve vesnici Gwaun-Cae-Gurwen na jihu Walesu do velšsky mluvící rodiny, anglicky se učila podle rádia. Studovala na Cardiffské univerzitě. Hereckou kariéru zahájila v roce 1944, v jedenácti letech, v rozhlasu. V té době rovněž získala uznání na Národním eisteddfodu, kulturním festivalu, konaném toho roku ve vesnici Llandybïe. V televizi poprvé vystupovala v sedmnácti.
Za svou roli Livie v seriálu Já, Claudius (1976) získala cenu BAFTA. Za roli ve filmu Sbohem, pane profesore! (1969) byla nominována na Zlatý glóbus (její manžel cenu získal). V divadle vystupovala například v titulní roli v Ibsenově hře Heda Gablerová. Roku 2000 se stala komandérkou Řádu britského impéria, 2016 pak Dámou-komandérkou.
Poprvé byla vdaná v letech 1956 až 1959 za Dona Roye, studenta v Cardiffu. V letech 1959 až 1979 byl jejím manželem irský herec Peter O'Toole, poté do roku 1991 Angličan Robin Sachs. Její dcera Kate je rovněž herečka.

## Filmografie (výběr)
- Nejdelší den (1962)
- Becket (1964)
- Mladý Cassidy (1965)
- Sbohem, pane profesore! (1969)
- Nižinský (1980)
- Souboj Titánů (1981)
- Duna (1984)
- Valmont (1989)
- Věk nevinnosti (1993)
- Vysněná Amerika (1997)
- Jdi za svým koněm (2020)

### Televize
- Já, Claudius (1976)
- Nikita (1998–2000)
- Vraždy v Midsomeru (2006)
- Dobrá znamení (2023)